# ديك ارتشر
ديك ارتشر (بالإنجليزية: Dick Archer)‏ هو سياسي أسترالي، ولد في 11 مايو 1927، وتوفي في 21 ديسمبر 2009.